# Héctor Ruiz
Héctor M. Ruíz – urugwajski koszykarz, uczestnik Letnich Igrzysk Olimpijskich 1948.
Ruíz tylko raz wystąpił na igrzyskach olimpijskich. W Londynie (gdzie jego reprezentacja zajęła piąte miejsce), grał w ośmiu meczach, zdobywając 52 punkty (notując także 10 fauli).